# Linum westii
Linum westii — вид рослин з роду льон (Linum), ендемік Флориди.

## Ботанічний опис
Це багаторічна гола трава заввишки 43–50 см. Стебла нерозгалужені, випростані. Листки переважно супротивні, від еліптичних до зворотно-ланцетних, стеблові — розміром 13–17 × 3–4 мм, краї цілісні, верхівка від тупої до гострої. Суцвіття — малоквіткові волоті. Пелюстки блідо-яскраво-жовті, яйцеподібні, 6–7 мм. Коробочки ± кулясті, 2.6–3 × 2.8–3 мм, розпадається на 10, 1-насіннєвих сегментів. 2n = 36. Цвітіння: червень — липень. Квіти розкриваються пізно вдень і містять 5 пелюсток, 5 чашолистків, 5 тичинок.

## Поширення
Ендемік північної частини Флориди (США). Населяє вологі западини в соснових пальмових рівнинах, кипарисово-ясенових ставках; охороняється законом. Росте на висотах 0–20 м.